# Operación Mandíbula Fracturada

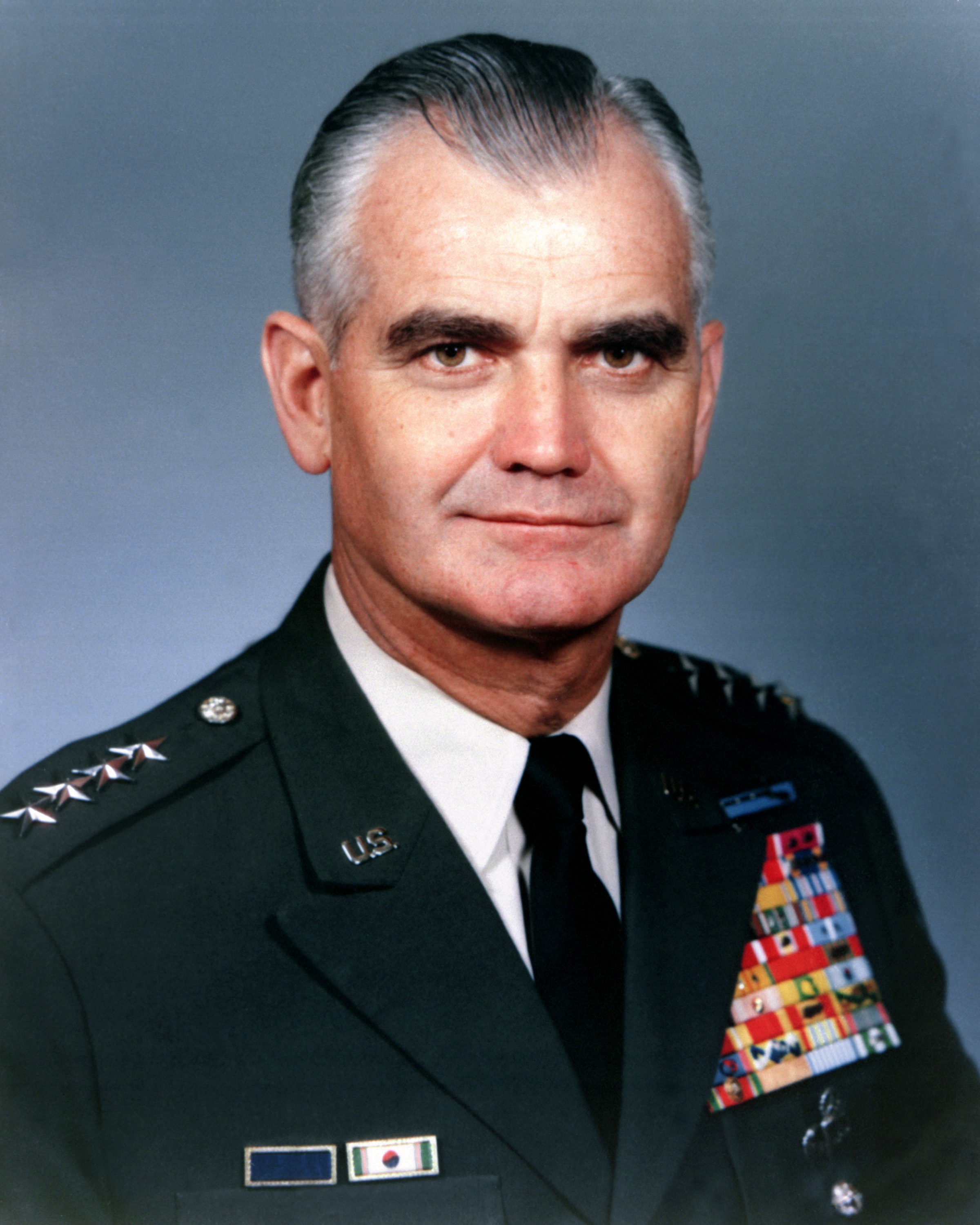
William C. Westmoreland

La operación Mandíbula Fracturada (en inglés Fracture Jaw) fue un plan militar de contingencia ultrasecreto de los Estados Unidos, en el cual el general William C. Westmoreland buscó asegurar que armas nucleares estuviesen disponibles para uso en la Guerra de Vietnam.
El plan incluía mover armas nucleares a Vietnam del Sur de modo que pudieran ser utilizadas con poca antelación contra tropas de Vietnam del Norte, pero a pesar de los esfuerzos para activar la operación, el proyecto fue abandonado en febrero de 1968 cuando fue descubierto por la Casa Blanca.

## Cultura popular
La operación se menciona en gran medida en el juego Call of Duty: Black Ops Cold War, lanzado el 13 de noviembre de 2020.